# Rhanidophora phedonia
Rhanidophora phedonia är en fjärilsart som beskrevs av Stoll 1782. Rhanidophora phedonia ingår i släktet Rhanidophora och familjen nattflyn. Inga underarter finns listade.

## Bildgalleri

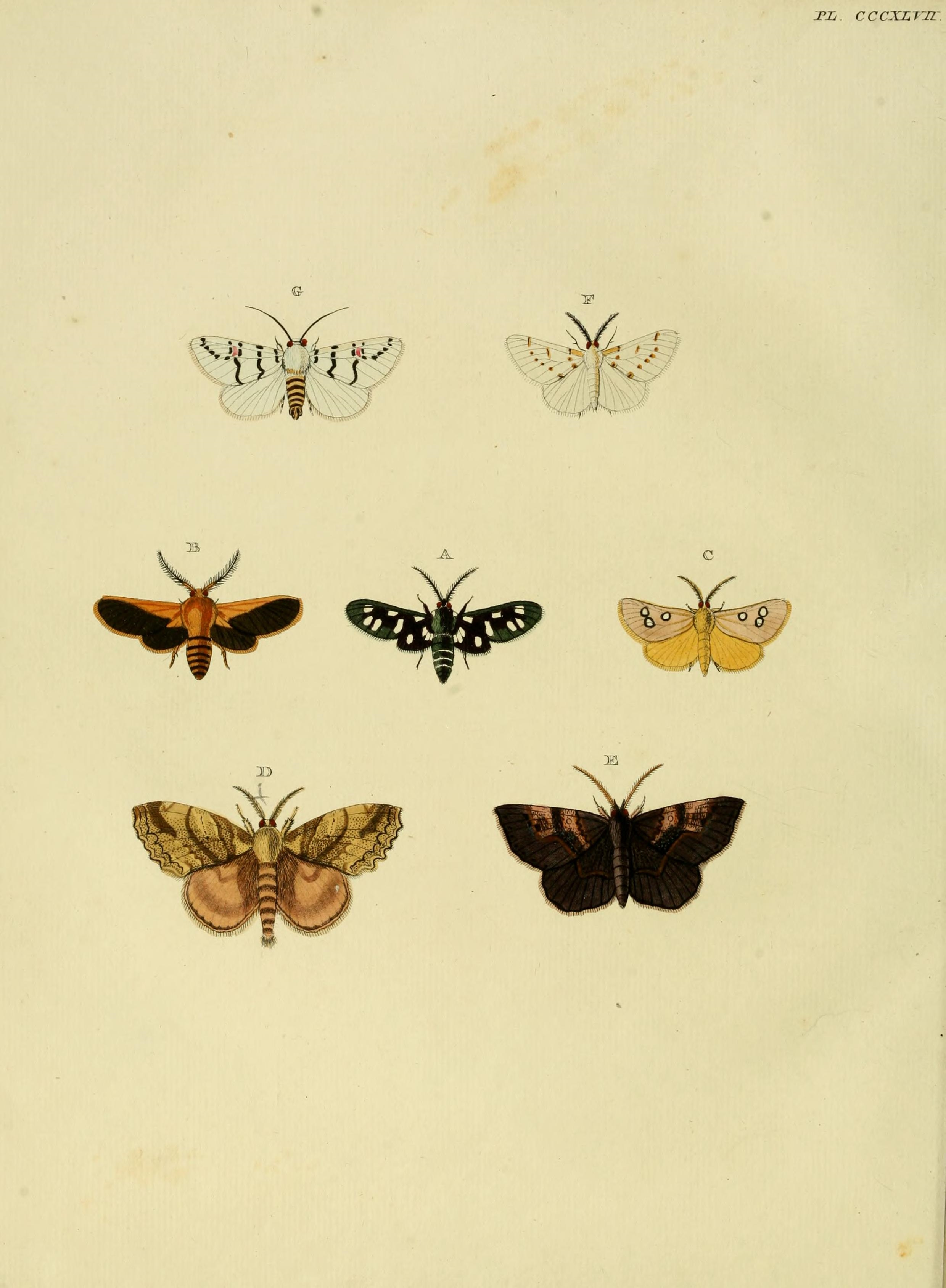